# Estadio Balgarska Armiya
El estadio Balgarska Armiya (en búlgaro: Българска армия стадион) es un estadio de fútbol de Sofía, Bulgaria. El estadio tiene una capacidad para 22 015 espectadores y en él disputa sus partidos como local el PFC CSKA Sofia. El recinto fue inaugurado en 1967 después de derribarse el original de 1923 y es propiedad del Ministerio de Educación Física y Deporte de Bulgaria.
El estadio está situado en Borisova gradina, en el centro de la ciudad, en un complejo deportivo que cuenta con pistas de tenis, baloncesto, pista de atletismo y un campo de fútbol artificial. El 13 de octubre de 2009, el Estado búlgaro confirmó que el estadio será demolido para construir el nuevo estadio del CSKA Sofia.

## Historia

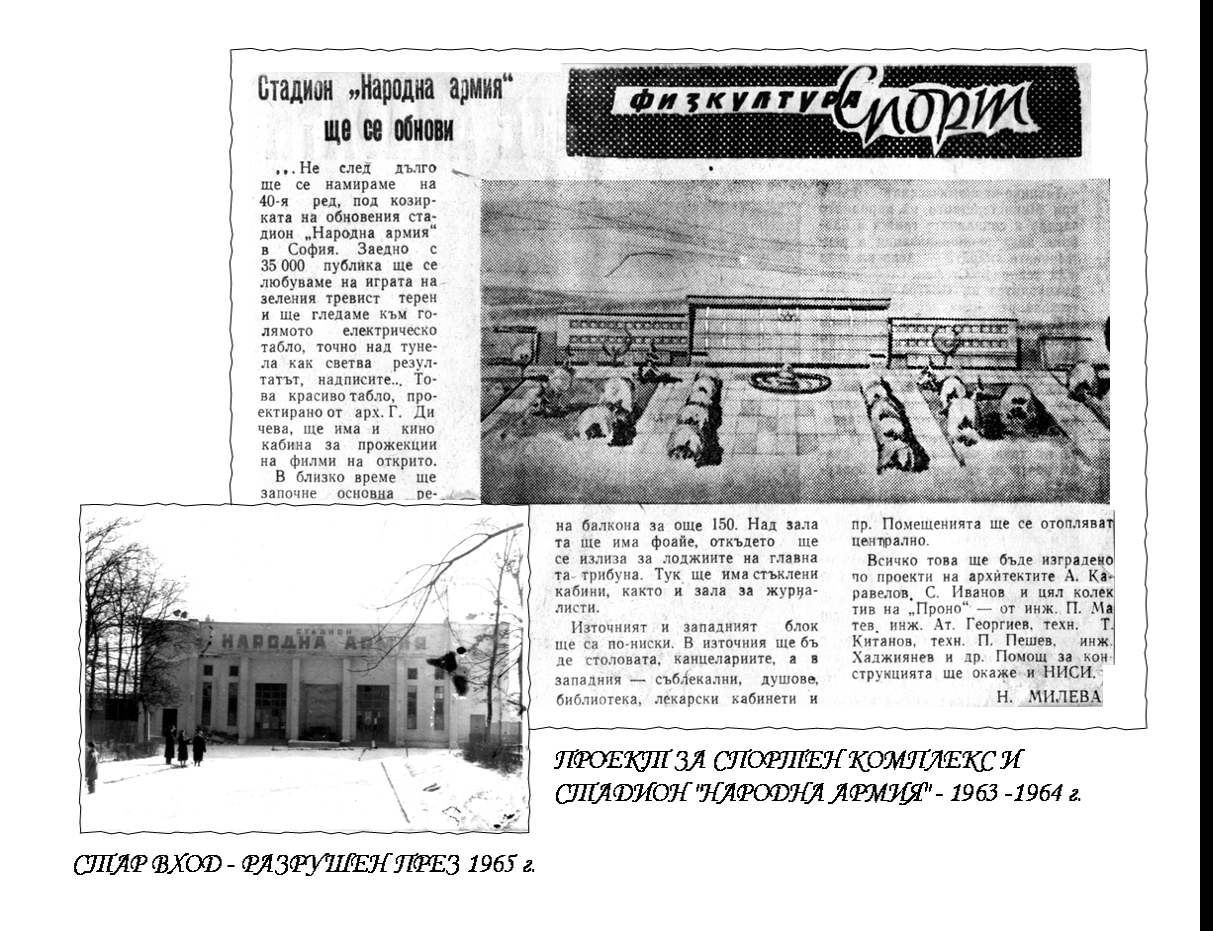
Proyecto del arquitecto Anton Karavelov.

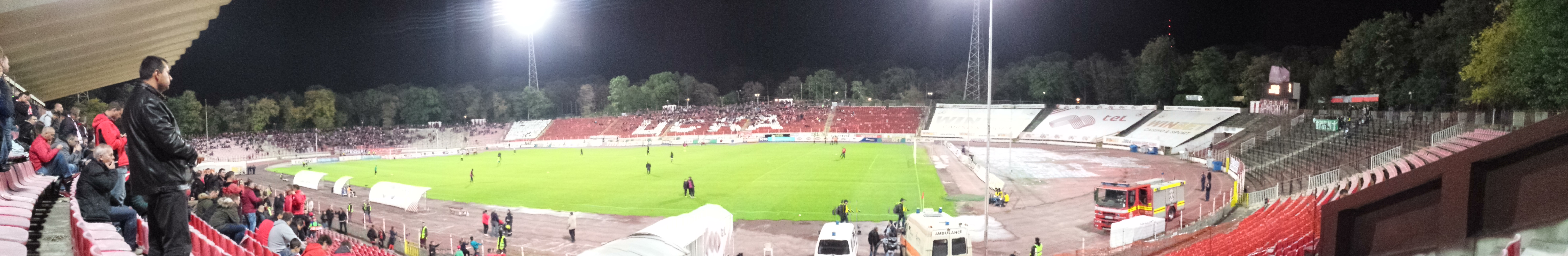
Panorámica del estadio.

Construido en 1923 para el equipo AS-23, el estadio fue conocido como Atletik park (en búlgaro: Атлетик парк) hasta 1944, cuando el AS-23 se fusionó con otros dos clubes para formar el Chavdar Sofía. Desde 1944 hasta 1948 se llamó Chavdar Stadion. Entre 1948 y 1990 fue renombrado estadio del Ejército del Pueblo (en búlgaro: Народна армия, Narodna armiya), y desde 1990 es el estadio Armia Balgarska. La estructura actual fue construida por el arquitecto Anton Karavelov en el período comprendido entre 1965-1967 en el antiguo recinto del AS-23. Las instalaciones fueron remodeladas en 1982, que incluyó la introducción de proyectores.
En 2000, el estadio fue equipado con un nuevo sistema de sonido surround Dynacord, capaz de emitir 48 kilovatios y 107 decibelios. La iluminación eléctrica también es de última generación y cubre el terreno de juego con 2100 lux.
A principios de 2009, los nuevos propietarios del club anunciaron un ambicioso proyecto de un nuevo estadio en el lugar del actual, cuya construcción se iniciaría sólo si el CSKA Sofia se clasificaba para la fase de grupos de la Liga Europea de la UEFA 2009-10, como al final ocurrió.
El 13 de octubre de 2009, los dueños del club anunciaron que la construcción del estadio se iniciaría el 1 de febrero de 2010. El Balgarska Armiya actual iba a ser demolido para hacer espacio a la nueva sede moderna de 30 000 asientos. Sin embargo, la construcción no comenzó, ya que las negociaciones entre los propietarios y el Ministerio de Deportes no se concretaron. Los dueños del club sólo reconstruyeron algunas partes del estadio para adecuarse a los requisitos de la A PFG, la primera división del fútbol búlgara.